# Polizei VfL Weißenfels
Der Polizei VfL Weißenfels war ein deutscher Sportverein aus der damals in der Provinz Sachsen gelegenen Stadt Weißenfels. Die Feldhandball-Abteilung wurde 1932 Deutscher Feldhandballmeister.

## Handball
Der Verein wurde als Polizei-SV Weißenfels gegründet. Erste überregionale Erfolge im Feldhandball erreichte der Verein 1930, als dieser die Endrunde des Verbandes Mitteldeutscher Ballspiel-Vereine (VMBV) erreichte. Dort schied Weißenfels am 2. März 1930 durch eine 3:7-Niederlage gegen den Polizei-SV Dessau bereits in der Vorrunde aus. In der kommenden Spielzeit gewann der nun Polizei-VfL Weißenfels genannte Verein die mitteldeutsche Feldhandballmeisterschaft und qualifizierte sich somit für die Deutsche Feldhandball-Meisterschaft 1930/31. Dort erreichte Weißenfels die Zwischenrunde und schied in dieser gegen die SpVgg Fürth nach einer 6:7-Niederlage aus. Auch 1931/32 wurde der Verein mitteldeutscher Feldhandballmeister, bei der anschließenden Deutschen Feldhandball-Meisterschaft 1931/32 erreichte Weißenfels das Finale und schlug den Seriensieger Polizei SV Berlin am 5. Juni 1932 mit 8:3. Auch das inoffizielle Gesamtdeutsche Endspiel zwischen dem Sieger der Meisterschaft der Deutschen Sportbehörde für Leichtathletik (Weißenfels) und dem Sieger der Meisterschaft der Deutschen Turnerschaft (TSV Herrnsheim) gewann Weißenfels mit 8:2. In der 1932/33 letztmals vom VMBV ausgetragenen mitteldeutschen Feldhandballmeisterschaft erreichte Polizei-VfL Weißenfels erneut das Finale, verlor dieses jedoch mit 4:11 gegen den Polizei-SV Burg. Dennoch war der Verein als Vizemeister für die Deutsche Feldhandball-Meisterschaft 1932/33 qualifiziert, schied jedoch überraschend bereits in der Vorrunde nach einer 8:9-Niederlage gegen den MSV Hindenburg Minden aus.
Nach der Gleichschaltung 1933 wurden die bisherigen Sportverbände aufgelöst, die Feldhandballmeisterschaften wurden zukünftig vom Nationalsozialistischen Reichsbund für Leibesübungen organisiert. Ähnlich wie im Fußball gab es ab 1933 16 regionale Gauligen als oberste Spielklassen, die Gaumeister qualifizierten sich für die Endrunde um die Deutsche Feldhandballmeisterschaft. Der Polizei-VfL Weißenfels nahm ab 1933 an der Handball-Gauliga Mitte teil und wurde dort 1935 und 1936 Vizemeister. 1935 erfolgte die Umbenennung in MSV Weißenfels. 1936/37 gewann der Verein die Gauliga Mitte und qualifizierte sich für die Deutsche Feldhandball-Meisterschaft 1936/37, nahm dort aus unbekannten Gründen jedoch nicht teil. Auch 1937/38 wurde erneut die Gauliga Mitte gewonnen, in der diesjährigen Deutschen Meisterschaft erreichte Weißenfels das Finale, welches knapp mit 5:6 gegen den MTSA Leipzig verloren ging. 1938/39 wurde der Verein letztmals Gaumeister Mitte, bei der Deutsche Feldhandball-Meisterschaft 1938/39 scheiterte der Verein jedoch bereits in der Gruppenphase. Mit Kriegsbeginn 1939 zogen sich die Polizei- und Militärsportvereine vom Spielbetrieb zurück, eine Rückkehr in die Gauliga ist nicht überliefert. Spätestens mit der Kapitulation Deutschlands 1945 erlosch der Verein.
Nach Gründung der Deutschen Demokratischen Republik führte die BSG Fortschritt Weißenfels die Handballerfolge Weißenfels fort.

## Fußball
Die Fußballabteilung des Polizei VfL Weißenfels stieg zur Spielzeit 1932/33 in die Gauliga Saale-Elster, eine von damals zahlreichen obersten Spielklassen des Verbandes Mitteldeutscher Ballspiel-Vereine (VMBV), auf. Nach der Gleichschaltung 1933 und Umstrukturierung des Ligensystems spielte der Verein fortan wieder unterklassig.

## Bekannte Spieler
- Alfred Klingler

## Erfolge
- Deutscher Feldhandballmeister: 1932
- Deutscher Feldhandball-Vizemeister: 1938
- Mitteldeutscher Feldhandballmeister: 1931, 1932
- Feldhandball-Gaumeister Mitte: 1937, 1938, 1939